# Mastacembelus dayi
Mastacembelus dayi är en fiskart som beskrevs av George Albert Boulenger 1912. Mastacembelus dayi ingår i släktet Mastacembelus och familjen Mastacembelidae. IUCN kategoriserar arten globalt som livskraftig. Inga underarter finns listade i Catalogue of Life.